# Symmachia triangularis
Symmachia triangularis är en fjärilsart som beskrevs av Otto Thieme 1907. Symmachia triangularis ingår i släktet Symmachia och familjen Riodinidae. Inga underarter finns listade i Catalogue of Life.